# Union Sport Tourcoing Football Club
El Union Sport Tourcoing Football Club és un club de futbol francès de la ciutat de Tourcoing. Entre 1902 i 1990 s'anomenà Union Sportive de Tourcoing o Union Sportive Tourquennoise.

## Història

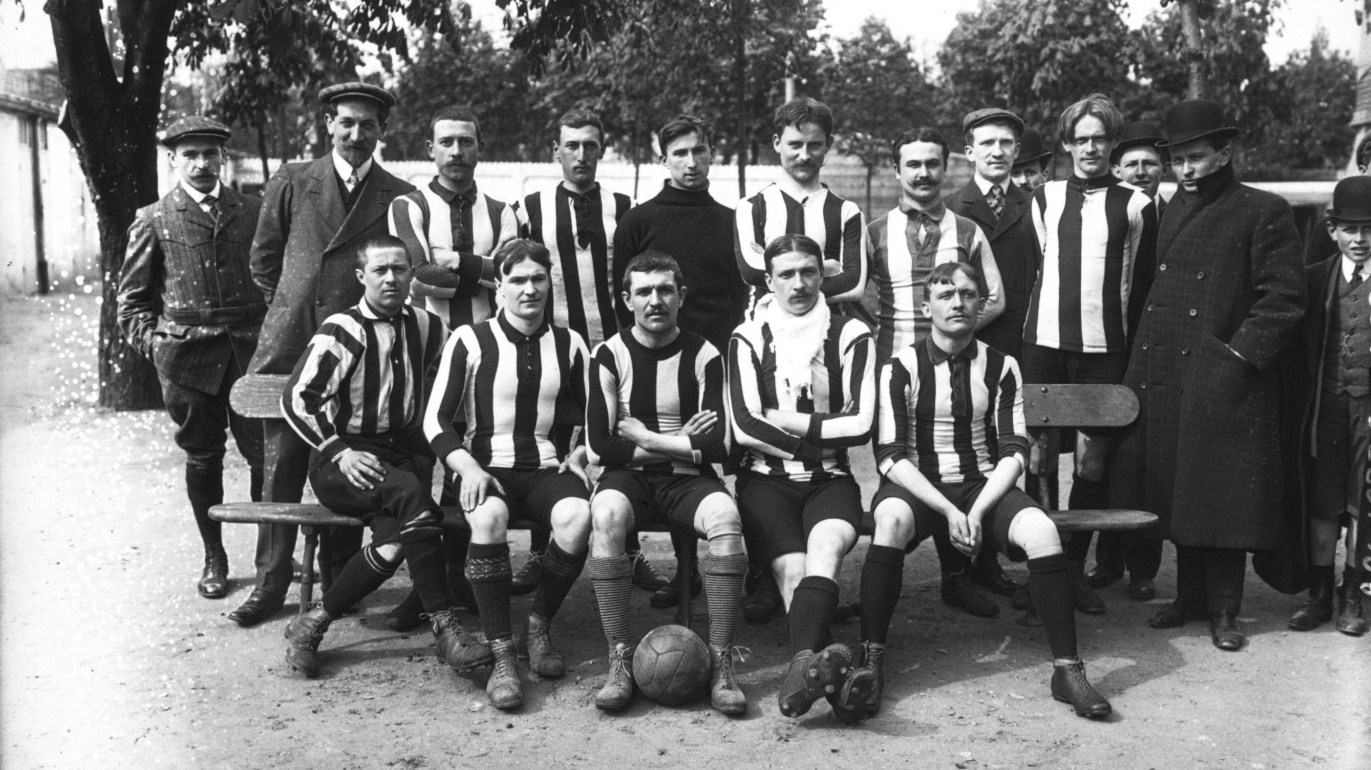
US Tourcoing el 1910.

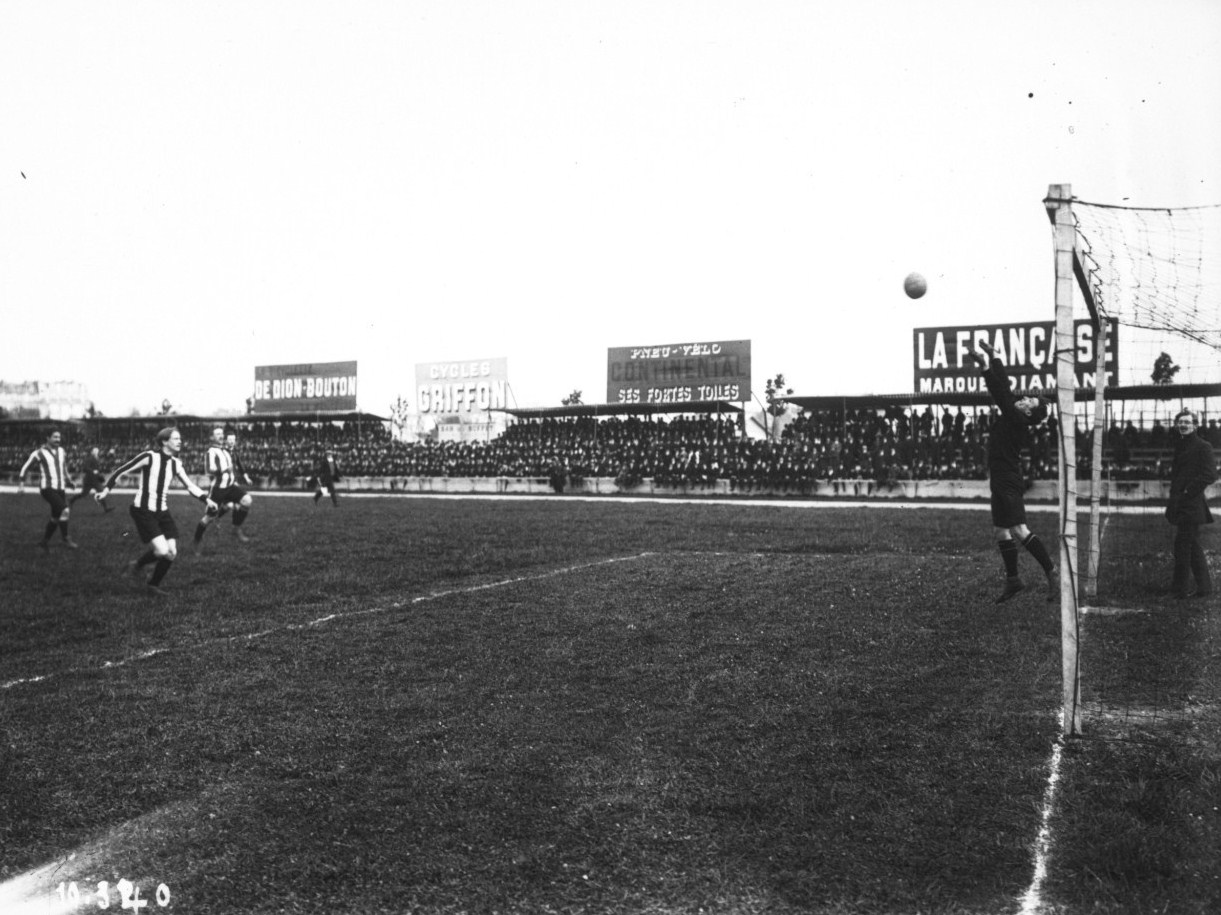
Final del campionat USFSA 1910 entre US Tourcoing i SH Marseille.

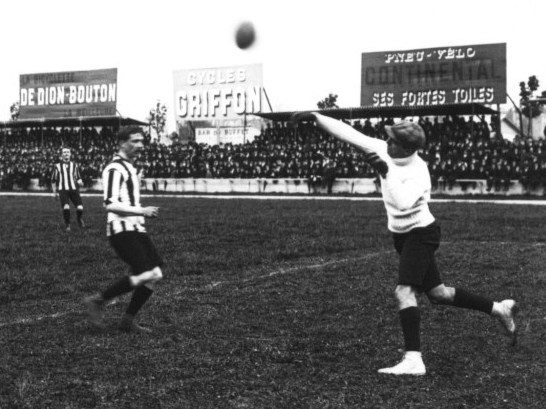
Final del campionat USFSA 1910 entre US Tourcoing i SH Marseille.

El US Tourcoing fou fundat el 12 de maig de 1898, però la secció de futbol nasqué el 1902, per l'impuls del supervisor del Lycée Gambetta, Albert Fromentin. Els seus colors eren el blanc i negre. Fou un destacat club a començament de segle xx, guanyant el campionat del Nord de l'USFSA en quatre ocasions: 1900, 1909, 1910 i 1912, a més de ser tres cops semifinalista del campionat nacional (1900, 1909 i 1912) i un cop campió el 1910. A la final derrotà l'Stade Helvétique de Marseille per 7-2 al Parc des Princes. Després de la Segona Guerra Mundial, participà en la creació del CO Roubaix-Tourcoing. El 1957 retornà al seu nom original. Des d'aleshores competeix en categories amateurs. El 30 de juny de 1990 es fusionà amb AS-Jean Mace Tourcoing esdevenint Tourcoing FC (TFC), jugant amb uniforme groc i negre. El 2010 es convertí en Union Sports Tourcoing Football Club (USTFC) i retornà als colors tradicionals blanc i negre.

## Palmarès
- Lliga francesa de futbol: 
  - 1910

- Ligue du Nord-Pas-de-Calais: 
  - 1920, 1928, 1932, 1965, 1992, 1996, 2014

- Campionat Regional Nord: 
  - 2006, 2010, 2011, 2012

- Campionat del Nord USFSA: 
  - 1900, 1909, 1910, 1912

## Entrenadors destacats
- 1966-1968 :  Jean Baratte
- 1966-1969 :  André Cheuva

## Futbolistes destacats
- Carmelo La Delfa
- Victor Denis
- Maurice Depaepe
- Fernand Desrousseaux
- Jules Dubly
- Charles Dujardin
- Victor Farvacques
- Adrien Filez
- Gabriel Hanot
- Henri Lesur
- Henri Moigneu
- Joel D'Halluin
- Christophe Delmotte
- Patrice Walgraef
- Frederic Matouk
- J. C. Mack
- Didier Drogba
- Michael Klukowski
- Larsen Touré
- Yohan Cabaye